# Lauren Steadman
Lauren Steadman (Peterborough, 18 de diciembre de 1992) es una atleta paralímpica británica que ha competido en tres Juegos Paralímpicos de Verano, tanto en natación como en paratriatlón. Ella compitió en los Juegos Paralímpicos de Pekín 2008 y en los Juegos Paralímpicos de Londres 2012 como nadadora, antes de cambiar al paratriatlón para los Juegos Paralímpicos de Río de Janeiro 2016 donde ganó una medalla de plata en el PT4 femenino.

## Biografía
Steadman nació sin un brazo derecho completo en Peterborough en 1992. Ha ganado medallas en 2009 y en 2011 en el Campeonato Europeo de CPI. Su tío era triatleta y le sugirió que lo intentara. Lauren fue educada en Mount Kelly en Tavistock, Devon, y completó una maestría en administración y negocios en la Universidad de Portsmouth.
El 20 de agosto de 2018, Steadman fue anunciada como una de las celebridades que competirán en la serie 16 de Strictly Come Dancing, siendo emparejada con el bailarín profesional AJ Pritchard. Ellos fueron la undécima pareja eliminada de la competencia, quedando en el quinto puesto.

## Carrera deportiva
En 2013 y 2014 ganó medallas en el Campeonato de Europa de Paratriatlón. En 2014, ganó el London World Series Paratriathlon,  obtuvo un título de primera clase en psicología y se convirtió en la campeona mundial de paratriatlón en Edmonton, Canadá.
El paratriatlón se convirtió en deporte olímpico en los Juegos Paralímpicos de Verano 2016 en Río de Janeiro. Steadman se llevó la medalla de plata detrás de Grace Norman de los Estados Unidos.